# Aílton Gonçalves da Silva
Ailton Gonçalves da Silva, mer känd som bara Ailton, född 19 juli 1973 i Mogeiro, är en brasiliansk före detta fotbollsspelare.
Ailton har varit mycket framgångsrik i Bundesliga i Werder Bremen och FC Schalke 04. 2004 blev Ailton skyttekung när hans lag Werder Bremen vann båda ligan och cupen. Ailton blev för framgångar historiskt korad till Årets spelare i Tyskland som den första utländske spelaren någonsin. Ailton gick vidare till FC Schalke 04 men stannade bara en säsong i klubben då han sommaren 2005 gick till turkiska Besiktas. 31 augusti 2005 skrev han på tvåårskontrakt med Röda Stjärnan från Belgrad. Inför säsongen 2010/2011 skrev Ailton på för FC Oberneuland från Bremen som spelar i tyska Regionalliga Nord.  

## Meriter
- Tysk mästare 2004
- Tysk cupmästare 1999, 2004
- Skyttekung i Bundesliga 2004
- Sydamerikas bästa spelare 2000